# Brezova Reber pri Dvoru
Brezova Reber pri Dvoru – wieś w Słowenii, w gminie Žužemberk. W 2018 roku liczyła 50 mieszkańców.